# زواج المثليين في جرينلاند
أصبح زواج المثليين قانونيًا في جرينلاند، وهي بلد مستقل تابع لسلطة مملكة الدنمارك، في 1 أبريل 2016. وقد سبق للإقليم أن أقر بالشراكات المسجلة، من 1 يوليو 1996 حتى 1 أبريل 2016.

## الشراكات المسجلة
وقد بدأ العمل بقانون الشراكة المسجلة في الدانمرك منذ 1 تشرين الأول / أكتوبر 1989. وافق البرلمان الجرينلندي في 14 أيار/مايو 1993 على مشروع قانون لتوسيع نطاق تطبيقه ليشمل جرينلاند تصويت 15 صوتا لصالح مشروع القانون مقابل عدم تصويت أحد ضده (15-0) مع امتناع 12 عضوا عن التصويت، وصوّت عليه بعد ذلك البرلمان الدنماركي بتصويت 104 أصوات لصالحه مقابل صوت واحد ضده (104-1). وتم منحه الموافقة الملكية في 26 أبريل 1996. دخل القانون حيز التنفيذ في 1 يوليو 1996. أعطى القانون الشركاء المسجلين حقوقًا متماثلة تقريبًا مع المتزوجين المغايرين، إلا في هذه الاستثناءات والفروق البارزة:
- التبني المشترك للأطفال
- القوانين التي تشير بوضوح إلى جنس الزوجين لا تنطبق على الشراكات المسجلة
- لم تطبق اللوائح المنصوص عليها في المعاهدات الدولية ما لم يتفق جميع الموقعين.

في عام 2002، قام أول زوجين من نفس الجنس بتسجيل شراكتهما بموجب قانون الشراكة المسجلة. تسمى الشراكات المسجلة nalunaarsukkamik inooqatigiinneq في اللغة الجرينلاندية و registreret partnerskab في اللغة الدنماركية.
تم إلغاء القانون في 1 أبريل 2016.

## زواج المثليين
كان هناك قرار، يُعبر عن رغبة جرينلاند في اختيار النسخة الحالية من قانون الزواج في الدنمارك، حيث تمت قراءته للمرة الأولى في برلمان جرينلاند في 25 مارس 2015، وتمت الموافقة عليه بالإجماع في القراءة الثانية والأخيرة في 26 مايو.
كانت موافقة البرلمان الدنماركي مطلوبة قبل دخول القانون حيز التنفيذ. تم تقديم مشروع قانون لهذا الغرض إلى برلمان الدنمارك في 28 يناير 2015 وتنت القراءة الأولى في 26 مايو 2015. كان من المقرر أن يدخل حيز التنفيذ في 1 أكتوبر 2015. ومع ذلك، ولكنه تأجل بسبب الانتخابات العامة الدنماركية التي أُجريت في شهر يونيو 2015. تم تقديم مشروع قانون مماثل تقريبًا مع تغييرات رسمية ثانوية إلى البرلمان في 29 أكتوبر 2015 وتمت القراءة الأولى له في 5 نوفمبر 2015. تمت القراءة الثانية في 14 يناير 2016 وتمت الموافقة على مشروع القانون في القراءة النهائية في 19 يناير 2016. ومنحت الملكة مارغريت الثانية مشروع القانون الموافقة الملكية يوم 3 فبراير 2016. وقد دخلت أجزاء القانون المتعلقة بالزواج حيز التنفيذ في 1 أبريل 2016. وهو اليوم الذي تزوج فيه أول الأزواج المثليين في جرينلاند. تزوج الزوجان في كنيسة هانز إغيدي.
| الحزب السياسي             | صوت لصالح | غائب (لم يصوت) |
| ------------------------- | --------- | -------------- |
| G حزب السيوموت            | 9         | 2              |
| حزب مجتمع الشعب           | 9         | 2              |
| G حزب الديمقراطيون        | 4         | -              |
| بارتي ناليراك             | 3         | -              |
| G حزب التضامن الجرينلاندي | 2         | -              |
| العدد الإجمالي            | 27        | 4              |